# Ustrój polityczny Hiszpanii
Hiszpania jest dziedziczną monarchią parlamentarną. Na czele Królestwa Hiszpanii stoi wywodzący się z dynastii Burbonów król Filip VI. Monarcha, mimo iż cieszy się ogromnym autorytetem w społeczeństwie nie ma w swych rękach żadnej realnej władzy, choć przysługuje mu prawo łaski, może też na wniosek premiera rozwiązać każdą z izb parlamentu oraz nie podpisać ustawy. Mianuje on szefa rządu, który musi posiadać zaufanie Kongresu Deputowanych. Może wygłaszać orędzia do narodu (w wyjątkowych sytuacjach). Jest również najwyższym dowódcą wojska. Król przeznacza 1/3 czasu na sprawy wojskowe, organizuje manewry i przyjmuje generałów i admirałów na audiencjach (może też promować wojskowych na te stanowiska).

## Konstytucja
Konstytucja Hiszpanii uchwalona została dnia 31 października 1978 roku przez Nowe Kortezy. 6 grudnia 1978 roku w ogólnonarodowym referendum konstytucja została zatwierdzona i w tym samym roku dnia 27 grudnia podpisana przez króla. Jej uchwalenie było możliwe dzięki demokratycznym przemianom, zapoczątkowanym po śmierci generała Franco uchwaleniem Ustawy na rzecz reformy organicznej, przewidującej głosowanie powszechne do parlamentu i odrzucającej zasadę reprezentacji organicznej. Konstytucja ustanawia gwarancje demokracji politycznej oraz system rządów parlamentarno-gabinetowych. Zgodnością prawa z konstytucją zajmuje się Trybunał Konstytucyjny, powoływany przez króla na 9-letnią kadencję.

### Parlament
Parlament Hiszpanii (Kortezy Generalne) składa się z Senatu (izba wyższa) i Kongresu Deputowanych (izba niższa). Senat liczy 266 senatorów, a Kongres Deputowanych - 350 członków. Kadencja Kortezów trwa 4 lata.
Zgodnie z art. 54 konstytucji Kortezy wybierają komisarza zwanego Obrońcą Ludu (Defensor del Pueblo), którego funkcja odpowiada urzędowi ombudsmana.

### Prawo wyborcze
Czynne i bierne prawo wyborcze przysługuje każdemu obywatelowi, który:
- ukończył 18. rok życia
- wcześniej nie popełnił przestępstwa przeciwko wyborom
- w dniu wyborów nie przebywa w szpitalu psychiatrycznym.